# 東松山市立東中学校
東松山市立東中学校（ひがしまつやましりつ ひがしちゅうがっこう）は、埼玉県東松山市にある公立中学校。

## 沿革
- 1977年（昭和52年）2月 - 校名決定。
- 1978年（昭和53年）4月 - 開校。
- 1978年（昭和53年）6月 - プール竣工。
- 1978年（昭和53年）8月 - 体育館竣工。
- 1978年（昭和53年）9月 - 校歌制定。
- 1979年（昭和54年）3月 - 第一回卒業式。
- 1988年（昭和63年）2月 - 創立10周年記念式典。
- 1990年（平成2年）3月 - 普通教室棟増築工事。
- 1994年（平成6年）3月 - 武道場建設。
- 1998年（平成10年）10月 - さわやか相談室開設。

## 部活動
運動部
- 野球
- サッカー
- 陸上
- ソフトテニス
- 水泳(現在廃部)
- ソフトボール(現在廃部)
- バスケットボール
- 卓球
- バレーボール
- 剣道

文化部
- 吹奏楽
- 美術
- 科学技術
- 園芸

## 委員会
- 体育
- 学級
- 保健
- 美化
- 図書
- 給食
- 環境福祉
- 広報

## 学区
- 新明小学校・新宿小学区の全体、野本小学区の一部（大字古凍・柏崎のみ）

## 特徴
- 学校の略称は「松山東」「ヒガシチュウ」「マットウ」など。地元では「ヒガシチュウ」と呼ばれる。

## アクセス
- 東武東上線・東松山駅から東約1km
- 東松山駅東口から川越観光バス、HM-21：パークタウン五領ゆき「六軒町」バス停下車200m